# Amable Chassaigne
Jean-Baptiste Amable Antoine Chassaigne, né le 6 avril 1885 à Thiers dans le Puy-de-Dôme et mort à Thiers le 8 avril 1962, est un prélat français qui fut évêque de Tulle de 1940 à 1962.

## Biographie
Amable Chassaigne naît au sein d'une famille connue et pieuse[réf. nécessaire] de notables du négoce de Thiers. Il est docteur en droit de la faculté de Paris en 1911. Sa thèse porte sur Les Communautés de famille en Auvergne, puis il entre comme vocation tardive au séminaire. Il est ordonné prêtre le 29 juin 1920 pour le diocèse de Clermont. En 1927, il est nommé archidiacre du diocèse de Clermont-Ferrand et vicaire général. Il est élevé à la dignité de prélat de Sa Sainteté en 1935. Il est nommé évêque de Tulle le 6 février 1940 par Pie XII et consacré le 25 avril suivant par Gabriel Piguet, archevêque de Clermont, avec comme co-consécrateurs les évêques Henri-Marius Bernard (Perpignan) et Guillaume Sembel (Dijon). La défaite de la France et l'Occupation de la France par l'Allemagne à partir de juin 1940 va le confronter avec ses fidèles à la terrible situation de l'époque. En octobre 1942, il ordonne l'ouverture des couvents pour y abriter les juifs persécutés à l'instar d'autres évêques, comme Auguste Cesbron d'Annecy, le cardinal Gerlier de Lyon, Jules Saliège de Toulouse, Pierre-Marie Théas de Montauban, Gabriel Piguet de Clermont-Ferrand (déporté en 1944), et d'autres de la zone Sud. Il entretient des relations d'amitié intellectuelle avec Edmond Michelet qui sera déporté. Après la guerre, Amable Chassaigne appuie les mouvements de l'Action catholique comme il l'avait fait en tant que prêtre avec la JOC devant la montée des totalitarismes. Il constate déjà la déchristianisation galopante de son diocèse au moment du Concile Vatican II.
Il prend sa retraite le 23 janvier 1962 devenant évêque émérite de Tulle et évêque in partibus d'Aquæ Albæ-en-Byzacène (de). Il meurt le 8 avril suivant à tout juste 77 ans et est enterré dans le caveau familial du cimetière Saint-Jean de Thiers aux côtés de la famille de son frère. Marcel Lefebvre lui succède pour quelques mois en janvier 1962.

## Publications
- Le Cardinal Dubois, prince de l'Église (1957)
- Lettres (1956) dont Manuel de la dévotion à saint Antoine de Padoue, Lettres de Mgr Amable Chassaigne et du P. Abel Moreau
- Le Chanoine Jean Bouillac, curé-doyen de Saint-Martin, archiprêtre de Brive. 1891-1955 (1955), impr. catholique
- Petit catéchisme à l'usage du diocèse de Tulle (1944) avec Aimable Chassaigne comme éditeur scientifique

## Préfacier
- Clément VI le magnifique, premier pape limousin (1951) d'Antoine Pélissier avec Aimable Chassaigne comme préfacier
- Si le monde veut revivre !. Ch. IV L'Esclave (1945) de Jean-Jules Mons avec Aimable Chassaigne comme préfacier, éd : Limoges, Librairie catholique (impr. de Guillemot et de Lamothe) , 1945. In-16 (190 x 120), XX-200 p. 40
- Limore Yagil, La France terre de refuge et de désobéissance civile 1936-1944: sauvetage des Juifs, Cerf, 2010-2011, 3 tomes: tome III: Implications  des milieux catholiques  dans le sauvetage: plus de 55 évêques, nombreux prêtres et institutions religieuses en zone occupée et en zone libre.